# Glyptothorax pallozonus
Glyptothorax pallozonus är en fiskart som först beskrevs av Lin, 1934.  Glyptothorax pallozonus ingår i släktet Glyptothorax och familjen Sisoridae. IUCN kategoriserar arten globalt som otillräckligt studerad. Inga underarter finns listade i Catalogue of Life.